# Yo, indocumentada
Yo, indocumentada es un documental venezolano de 2013 dirigido por Andrea Baranenko. La película sigue a tres mujeres transexuales venezolanas y sus esfuerzos por ser reconocidas legalmente en el país, incluido el poder cambiar su nombre legal.

## Trama
La película se centra en tres mujeres transexuales venezolanas: Tamara Adrián (una abogada), Desiree (una peluquera) y Victoria (una estudiante de arte) y narra sus esfuerzos por ser reconocidas legalmente en el país, incluyendo poder cambiar su nombre legal, a través de una serie de acciones legales, así como exigir su derecho a una identidad, en una sociedad donde el machismo y la transfobia siguen arraigados. Tamara, una de las protagonistas, es una profesora de derecho de la Universidad Católica Andrés Bello de Caracas que a pesar de sus innumerables reconocimientos y honores académicos tanto en Venezuela como en Francia no ha podido ganar su batalla legal. El documental también retrata la exclusión social y legal a la que se enfrenta la comunidad LGBT en Venezuela.

## Recepción
La película representó a Venezuela y formó parte de la selección oficial de 2013 del Festival de Cine de la Asociación de las Naciones Unidas (UNAFF).